# Rondeletia perfae
Rondeletia perfae är en måreväxtart som beskrevs av Brother Alain. Rondeletia perfae ingår i släktet Rondeletia och familjen måreväxter. Inga underarter finns listade i Catalogue of Life.